# تود سكوت برودي
تود سكوت برودي (بالإنجليزية: Tod Scott Brody)‏ هو صانع أفلام ومنتج أفلام أمريكي، ولد في 23 أكتوبر 1956، وتوفي في 22 ديسمبر 2015.

## وصلات خارجية
- تود سكوت برودي على موقع IMDb (الإنجليزية)
- تود سكوت برودي على موقع قاعدة بيانات الفيلم (الإنجليزية)